# Azhiyur
Azhiyur es una ciudad censal situada en el distrito de Kozhikode en el estado de Kerala (India). Su población es de 30023 habitantes (2011). Se encuentra a 61 km de Kozhikode.

## Demografía
Según el censo de 2011 la población de Azhiyur era de 30023 habitantes, de los cuales 13595 eran hombres y 16428 eran mujeres. Azhiyur tiene una tasa media de alfabetización del 95,58%, superior a la media estatal del 94%: la alfabetización masculina es del 97,05%, y la alfabetización femenina del 93,11%.